# Aglaothorax
Aglaothorax là một chi côn trùng thuộc họ Tettigoniidae. Chi này có các loài sau:
- Aglaothorax longipennis